# Cooch Behar
Cooch Behar – miasto w Indiach, w stanie Bengal Zachodni. W 2011 roku liczyło 106 843 mieszkańców.